# Вила Мајзе (Терамо)
Вила Мајзе (итал. Villa Maisè) је насеље у Италији у округу Терамо, региону Абруцо.
Према процени из 2011. у насељу је живело 29 становника. Насеље се налази на надморској висини од 76 м.